# Patrick Chabal
Patrick Chabal (Taroudant, Marokko, 29 april 1951 – 16 januari 2014) was een vooraanstaand afrikanist en onder meer hoogleraar Onderzoek van Portugeestalig Afrika (Lusophone African Studies) en hoofd van het Department of Portuguese and Brazilian Studies aan King's College London.

## Levensloop
Na zijn studies aan Harvard en Columbia promoveerde Chabal in 1980 aan de Universiteit van Cambridge in de politicologie, waarna hij daar onderzoeker was en docent geschiedenis aan de Universiteit van East Anglia voordat hij naar King's College London ging, waar hij later hoogleraar werd en vakgroepvoorzitter African History & Politics. Zijn onderzoeksgebied verbreedde zich van onderzoek naar de literatuur en geschiedenis van de (voormalige) Portugese Afrikaanse koloniën tot Afrika als geheel en de wisselwerking tussen de westerse landen en de Derde Wereld. Hij was mede-oprichter en voorzitter van de Africa-Europe Group for Interdisciplinary Studies (AEGIS).

## Publicaties (selectie)
- Amílcar Cabral. Revolutionary leadership and people's war. Cambridge: Cambridge UP, 1983
- Power in Africa. An essay in political interpretation, 1992
- The Postcolonial literature of lusophone Africa, Illinois, Northwestern University Press, 1996
- met Jean-Pascal Daloz: Africa works: disorder as political instrument, Oxford, Currey, 1999
- A History of postcolonial lusophone Africa, London: Hurst and Company, 2002
- met Ulf Engel and Anna-Maria Gentili (eds): Is violence inevitable in Africa? Theories of conflict and approaches to conflict prevention, Leiden: Brill 2005
- met Jean-Pascal Daloz: Culture troubles: politics and the interpretation of meaning, London, Hurst, 2006
- met Ulf Engel en Leo de Haan (eds): African alternatives, 2007
- Angola, the weight of history, 2007
- Africa: the politics of suffering and smiling, 2009
- The end of conceit: Western rationality after postcolonialism, 2012
- met Toby Green: Guinea-Bissau - Micro-State to 'Narco-State', 2016